# Финал Кубка Казахстана по футболу 2013
Финал Кубка Казахстана по футболу 2013 года состоялся 10 ноября 2013 года на стадионе «Астана Арена» в Астана. В нём встречались «Тараз» (номинально в качестве хозяина) и «Шахтёр». Стартовый свисток прозвучал в 17:00 по Астанинскому времени.
Матч судил Игорь Алешин из Павлодара. Ему помогали Рустам Суюнов из Павлодара и Анатолий Ходин из Атырау.

## Место проведения
Местом проведения финала была выбрана Астана Арена в столице Казахстана.
Матч установил рекорд посещаемости финалов Кубка Казахстана, собрав аудиторию в 24 500 зрителей.

## Новый трофей
В 2013 году, в год столетия казахстанского футбола, обладатель Кубка Казахстана получал трофей нового формата (шестой в истории турнира). Это была большая серебряная чаша на гранитном постаменте, инкрустированная нефритом и ониксом.

## Путь к финалу
| Тараз                        | Тараз     | Тараз            | Раунд          | Шахтёр            | Шахтёр    | Шахтёр           |
| ---------------------------- | --------- | ---------------- | -------------- | ----------------- | --------- | ---------------- |
| Соперник                     | Результат | Счёт             |                | Соперник          | Результат | Счёт             |
| Кызыл-Жар СК (Петропавловск) | 3:0       | 3:0              | Первый этап    |                   |           |                  |
| Булат-АМТ (Темиртау)         | 2:0       | 2:0              | 1/8 финала     | Кайрат (Алма-Ата) | 2:1       | 2:1              |
| Акжайык (Уральск)            | 3:0       | 3:0              | Четвертьфиналы | Астана            | 2:1       | 2:1              |
| Актобе                       | 1:0       | 0:0 (д); 1:0 (г) | Полуфиналы     | Иртыш (Павлодар)  | 2:1       | 0:1 (г); 2:0 (д) |

## Противостояние в КПЛ-2013
В чемпионате Казахстана по футболу 2013 года команды встречались два раза. В 7-м туре в Караганде сильнее были хозяева, разгромив южан со счётом 3:0, в 17-м туре в Таразе победу одержал одноимённый клуб со счётом 2:1. После 22-го тура «Шахтёр» продолжил выступление в борьбе за 1-6 места, а «Тараз» за 7-12 места и в КПЛ-2013 больше не пересекались.

## Возможный перенос матча
В августе 2013 года футбольный клуб «Шахтёр» стал первым казахстанским клубом за всю историю, пробившимся в основную сетку Лиги Европы. Последний тур чемпионата Казахстана проводился 2 ноября, финальный матч Кубка Казахстана был назначен на 10 ноября, а 4-й матч группового этапа Лиги Европы на 7 ноября. Следующий же матч «Шахтёра» должен был состояться только 28 ноября и команда оставалась без игровой практики более двух недель. Перенос финального матча помогал решить эту проблему.
По утверждению ряда журналистов у федерации футбола было более двух месяцев на разрешение этой ситуации и принятии решения о переносе матча. В качестве аргумента о невозможности переноса встречи указывалось, что период с 16 по 18 ноября предназначен для матчей сборных команд, однако сборная Казахстана в этот период игр не проводила.
После ответного полуфинального матча главный тренер карагандинского клуба Виктор Кумыков заявил, что клубу не пошли на встречу в вопросе переноса матча. При этом, Михаил Гурман — глава ПФЛ — утверждает, что «Шахтёр» не подавал официального запроса об изменении.
Главный тренер «Тараза» — Арно Пайперс — на предматчевой конференции заявил, что был не против переноса матча на более позднюю дату, так как команда до последнего матча сражалась за сохранения места в Премьер-Лиге.
После того, как карагандинский «Шахтёр» занял 4-е место в чемпионате Казахстана, приоритетом был выбран финал Кубка Казахстана для завоевания путёвки в Лигу Европы сезона 2014/2015. По этой причине на матч с голландским «АЗ Алкмааром» отправилось только 14 футболистов, а ряд основных игроков готовились к финалу Кубка. В этой встрече казахстанцы проиграли со счётом 0:1 и фактически потеряли шансы на выход из группы.

## Ход матча
В первом тайме командам не удалось открыть счёт, хотя ближе к этому были карагандинцы. Второй тайм также активней начали футболисты «Шахтера» и на 53-й минуте после дальнего удара Александра Симчевича, Сергей Хижниченко смог переиграть вратаря «Тараза» Рамиля Нурмухаметова и открыть счёт. «Тараз» мог сравнять счет в концовке встречи, однако игроки не смогли его использовать. В итоге встреча закончилась победой горняков со счётом 1:0.
Кубок и медали победителям вручали Президент Казахстана Нурсултан Назарбаев и Президент УЕФА Мишель Платини. Почётными гостями матча были также вице-президент УЕФА и бывший глава ФФУ Григорий Суркис и глава РФС Николай Толстых.

## Отчёт о матче
| Тараз | 0:1     | Шахтёр         |
| ----- | ------- | -------------- |
|       | (отчёт) | Хижниченко 53′ |

| Тараз | Шахтёр |

| Тараз:          |    |                     |     |     |
|                 |    |                     |     |     |
| Вр              | 35 | Рамиль Нурмухаметов |     |     |
| Защ             | 5  | Дмитрий Евстигнеев  | 61' |     |
| Защ             | 4  | Ерсин Мехмедович    |     |     |
| Защ             | 27 | Андрей Шабаев       |     | 83' |
| ПЗ              | 8  | Виталий Евстигнеев  |     |     |
| ПЗ              | 77 | Сергей Скорых       |     |     |
| ПЗ              | 22 | Эдуард Сергиенко    |     |     |
| ПЗ              | 15 | Абдуллай Диакате    |     |     |
| ПЗ              | 23 | Жакып Кожамберды    |     | 87' |
| ПЗ              | 11 | Шерхан Бауыржан     | 61' | 70' |
| Нап             | 19 | Мирослав Лечич      |     |     |
| Запасные:       |    |                     |     |     |
| Вр              | 1  | Джурахон Бабаханов  |     |     |
| Защ             | 20 | Максат Амирханов    |     | 70' |
| Защ             | 25 | Берик Айтбаев       |     |     |
| ПЗ              | 12 | Константин Заречный |     |     |
| ПЗ              | 50 | Тити Эссомба        |     |     |
| Нап             | 9  | Сергей Шафф         |     | 83' |
| Нап             | 99 | Обиора Одита        |     | 87' |
| Главный тренер: |    |                     |     |     |
| Арно Пайперс    |    |                     |     |     |

| Шахтёр:         |    |                       |     |     |
|                 |    |                       |     |     |
| Вр              | 35 | Александр Мокин       |     |     |
| Защ             | 87 | Александр Симчевич    |     |     |
| Защ             | 25 | Сергей Малый          |     |     |
| Защ             | 4  | Никола Василевич      |     |     |
| Защ             | 20 | Алдин Джидич          | 10' |     |
| Защ             | 17 | Андрей Порываев       |     |     |
| ПЗ              | 77 | Станислав Лунин       |     |     |
| ПЗ              | 88 | Рохер Каньяс          |     |     |
| ПЗ              | 3  | Гедиминас Вичюс       |     | 89' |
| Нап             | 14 | Андрей Финонченко (к) | 61' |     |
| Нап             | 91 | Сергей Хижниченко     |     | 90' |
| Запасные:       |    |                       |     |     |
| Вр              | 1  | Стас Покатилов        |     |     |
| Защ             | 19 | Евгений Тарасов       |     |     |
| Защ             | 22 | Михаил Габышев        |     |     |
| ПЗ              | 7  | Максат Байжанов       |     | 89' |
| ПЗ              | 45 | Роман Муртазаев       |     |     |
| Нап             | 28 | Геворг Газарян        |     | 90' |
| Нап             | 78 | Игорь Зенькович       |     |     |
| Главный тренер: |    |                       |     |     |
| Виктор Кумыков  |    |                       |     |     |

| Победитель Кубка Казахстана по футболу 2013 |
| ------------------------------------------- |
| Шахтёр (Караганда) Первый титул             |